# پشترنا
پشترنا (به بلغاری: Peshterna) یک منطقهٔ مسکونی در بلغارستان است که در شهرستان لوکوویت واقع شده‌است.